# Rafael Martins (futebolista)
Clecildo Rafael Martins de Souza Ladislau, mais conhecido apenas como Rafael Martins (Santos, 17 de março de 1989) é um futebolista brasileiro que atua como atacante. Atualmente defende o Santa Clara.
Com 16 gols em 3 edições da Copa São Paulo de Futebol Júnior, ele é o maior artilheiro da história da competição.

## Carreira
Martins começou sua carreira futebolística nas categorias de base no Pão de Açúcar FC (atual Audax). Sua primeira participação na Copinha foi em 2006, atuando pelo Juventus, que tinha parceria com o Audax. Neste torneio ele fez sete gols. Em 2007, jogou a competição pelo pelo Internacional de Porto Alegre, e fez um gol. Em meados de 2007, após se destacar pelo Audax em uma vitória sobre o Grêmio, num torneio sub-17, o técnico Julinho Camargo, do clube gaúcho, gostou do atacante e pediu para que ele fosse testado em Porto Alegre. Assim, ele jogou sua terceira Copinha em 2008, pelo Grêmio. Ele fez oito gols e terminou como artilheiro.
Em 2009, foi contratado pelo Zaragoza, para jogar no time B. Em 34 jogos, ele fez 22 gols.
Em 2010, disputou o Campeonato Brasileiro pelo Gremio Prudente.
Depois, ele passou por ABC e Chapecoense antes de retornar ao futebol europeu, para defender o Vitória de Setúbal, de Portugal. Pelo time português, ele acabou como terceiro artilheiro do Campeonato Português, despertando, assim, o interesse de vários times.
Contratado pelo Levante-ESP, ele não conseguiu se firmar. Acabou retornando a Portugal por empréstimo, para defender o Moreirense.

## Títulos

### Grêmio
- 2008 - Artilheiro da Copa São Paulo de Futebol Júnior - 8 gols[2]
- 2008 - Campeão da Taça BH[2]
- 2008 - Campeão do Brasileiro sub-20[2]

### Audax-SP
- 2012 - Artilheiro do Campeonato Paulista Série A2 - 17 gols[1]

### Conquistas e Honrarias
- Maior Artilheiro da Copa São Paulo de Futebol Júnior - 16 gols[2]